# Vänd dem inte ryggen!
Vänd dem inte ryggen (engelska: Blackboard Jungle) är en amerikansk dramafilm från 1955, i regi av Richard Brooks.

## Handling

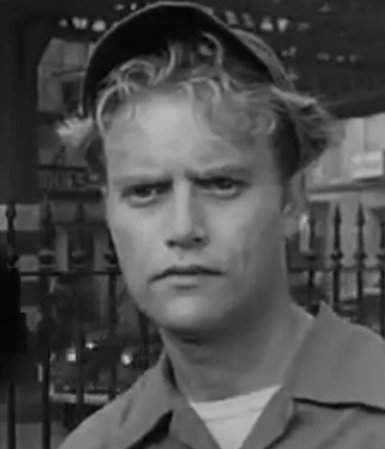
Vic Morrow som klassens gängledare

Filmens handling utspelar sig i skolvärlden. En lärare (Glenn Ford) utses att handha undervisningen i en klass som visar sig vara problematisk på många sätt. Läraren (och även hans hustru) blir trakasserade på de mest utstuderade sätt av klassens gängledare. Genom olika förvecklingar lyckas ändå läraren vinna klassens förtroende och eleverna finner sig tillrätta. Filmen är en vägande inlaga i tidens (och den hetsiga nya musikens) pockande krav och problemställningar.

## Om filmen
Filmen, som är byggd på en roman med samma namn av Evan Hunter, gjorde Bill Haley berömd och låten "Rock Around the Clock" till en billboardetta. Följande år (1956) stadfästes Bill Haleys (och hans orkesters) berömmelse genom filmen Rock around the clock.

## Rollista i urval
- Glenn Ford - Richard Dadier
- Anne Francis - Anne Dadier
- Louis Calhern - Jim Murdock
- Margaret Hayes - Lois Judby Hammond
- John Hoyt - Mr. Warneke
- Richard Kiley -   Joshua Y. Edwards
- Emile Meyer - Mr. Halloran
- Basil Ruysdael - Professor A.R. Kraal
- Sidney Poitier - Gregory W. Miller
- Vic Morrow - Artie West